# My One and Only
My One and Only és una pel·lícula de comèdia dramàtica del 2009 basada en una història sobre la vida primerenca de George Hamilton juntament amb la seva mare i el seu germà, que inclou anècdotes que Hamilton havia explicat al productor Robert Kosberg i Merv Griffin. Kosberg va presentar la idea d'aquesta història real al guionista Charlie Peters, i llavors Merv Griffin va dirigir el projecte des del guió fins a la producció, fins a la seva mort el 2007. L'empresa de Merv Griffin va ser una de les productores de la pel·lícula i Robert Kosberg va ser-ne el productor executiu. S'ha doblat i subtitulat al català.
My One and Only va ser protanitzada per Logan Lerman com a George i Renée Zellweger com la seva mare. La pel·lícula va ser dirigida per Richard Loncraine i escrita per Charlie Peters.